# Alessandro Damen
Alessandro Damen (Nieuwegein, 17 mei 1990) is een Nederlands voormalig voetballer die als doelman speelde.

Damen met SV Spakenburg bij het uitvak na de 1–4 overwinning op FC Utrecht in de KNVB Beker (2023).

## Clubcarrière

### VV De Meern
Damen begon op zesjarige leeftijd met voetballen bij VV De Meern en kwam daar in 2009 bij het eerste elftal terecht. Hij trainde in 2012 en 2013 onder coach Marinus Dijkhuizen, die hem bij aanvang van het seizoen 2014/15 naar Excelsior haalde.

### Excelsior
Na drie speelrondes als wisselspeler debuteerde Damen in het seizoen 2014/15 op 30 augustus 2014 voor de Rotterdamse club als basisspeler in de Eredivisie. Die thuiswedstrijd tegen Heracles Almelo werd met 3-1 gewonnen. Uiteindelijk zou hij dat seizoen elf competitiewedstrijden spelen, totdat hij in april 2015 op een training zijn kruisband scheurde. Na acht maanden revalidatie ging het wederom mis en scheurde hij na drie groepstrainingen een andere kruisband af. Uiteindelijk maakte hij in november 2016 in een oefenduel tegen het nationale elftal van Curaçao zijn rentree. De rest van het seizoen 2016/17 zat hij als wisselspeler bij de selectie. In de tussentijd werd op 12 april 2017 wel bekend dat Damen zijn contract bij Excelsior had verlengd tot 2019.
Het seizoen 2017/18 begon voor Damen als eerste doelman. Na drie speelronden scheurde hij echter wederom een kruisband af. Hiermee kwam zijn seizoen vroegtijdig ten einde. Het seizoen 2018/19 begon qua basisplaatsen wisselend, maar uitiendeijk wist Damen zich in december 2018 van een vaste basisplaats te verzekeren. In juni 2019 tekende hij vervolgens bij tot medio 2021. Daarna speelde hij in de seizoenen 2019/20 en 2020/21 het overgrote deel van de wedstrijden, waarbij hij in zijn laatste seizoen bij de club achttien wedstrijden als aanvoerder op het veld stond.

### Heracles Almelo
In augustus 2021 tekende Damen na een korte proefperiode een eenjarig contract bij Heracles Almelo, wat mede door een blessure van Janis Blaswich graag extra bezetting voor de positie van de doelman wilde. Daarbij werd direct duidelijk dat Damen niet de beoogde eerste doelman zou zijn. Zo zat Damen de eerste seizoenshelft uitsluitend zonder invalbeurt bij de selectie.

### ADO Den Haag (verhuur)
Op 31 januari 2022 werd bekendgemaakt dat Damen het seizoen op huurbasis af zou maken bij ADO Den Haag. Dit aangezien de club kampte met blessureleed van Luuk Koopmans en Youri Schoonderwaldt. ADO Den Haag was naast de nog beschikbare Hugo Wentges, Kilian Nikiema en David van de Riet op zoek naar een meer ervaren doelman en vond deze in Damen. Vanaf de eerstvolgende speelronde op 6 februari 2022 stond hij dan ook direct in de basis. Na enkele weken werd hij echter gepasseerd door Wentges, dit aangezien Damen tijdens de speelronde ervoor veelvuldig in de fout ging. Na zijn verhuurperiode in Den Haag werd zijn contract bij Heracles Almelo niet verlengd, waardoor hij niet terugkeerde naar de club uit Almelo.

### SV Spakenburg
Begin juni 2022 tekende Damen een contract bij SV Spakenburg, uitkomend in de Tweede divisie. In februari 2023 stond de club in de achtste finales van de KNVB Beker tegenover divisiegenoot VV Katwijk. Damen kreeg te horen dat hij in die wedstrijd zou starten en keerde in de strafschoppenserie twee strafschoppen, waardoor SV Spakenburg de kwartfinales bereikte. De wedstrijd in de kwartfinales werd een uitwedstrijd tegen provinciegenoot FC Utrecht in Stadion Galgenwaard, de plek waar Damen als kind met zijn opa en vader vroeger op de tribune zat. Ook heeft hij met vrienden op de Bunnikside gestaan. SV Spakenburg wist de wedstrijd met 1–4 te winnen, waardoor het als derde amateurclub ooit de halve finales van de KNVB Beker wist te bereiken. In de halve finales verloor Damen met SV Spakenburg op Sportpark De Westmaat met 1–2 van PSV. In de winterstop van het seizoen 2023/24 maakte Damen op het trainingskamp in Marbella kenbaar na dat seizoen te stoppen.

## Clubstatistieken
| Seizoen        | Club            | Competitie     | Competitie | Competitie | Beker | Beker | Europees | Europees | Overig | Overig | Totaal | Totaal |
| Seizoen        | Club            | Competitie     | Wed.       | Dlp.       | Wed.  | Dlp.  | Wed.     | Dlp.     | Wed.   | Dlp.   | Wed.   | Dlp.   |
| -------------- | --------------- | -------------- | ---------- | ---------- | ----- | ----- | -------- | -------- | ------ | ------ | ------ | ------ |
| 2009/10        | VV De Meern     | Derde klasse   | ?          | ?          | ?     | ?     | –        | –        | ?      | ?      | ?      | ?      |
| 2010/11        | VV De Meern     | Derde klasse   | ?          | ?          | ?     | ?     | –        | –        | ?      | ?      | ?      | ?      |
| 2011/12        | VV De Meern     | Derde klasse   | ?          | ?          | ?     | ?     | –        | –        | ?      | ?      | ?      | ?      |
| 2012/13        | VV De Meern     | Tweede klasse  | ?          | ?          | ?     | ?     | –        | –        | ?      | ?      | ?      | ?      |
| 2013/14        | VV De Meern     | Derde klasse   | ?          | ?          | ?     | ?     | –        | –        | ?      | ?      | ?      | ?      |
| Clubtotaal     | Clubtotaal      | Clubtotaal     | ?          | ?          | ?     | ?     | –        | –        | ?      | ?      | ?      | ?      |
| 2014/15        | Excelsior       | Eredivisie     | 11         | 0          | 2     | 0     | –        | –        | 0      | 0      | 13     | 0      |
| 2015/16        | Excelsior       | Eredivisie     | 0          | 0          | 0     | 0     | –        | –        | 0      | 0      | 0      | 0      |
| 2016/17        | Excelsior       | Eredivisie     | 0          | 0          | 0     | 0     | –        | –        | 0      | 0      | 0      | 0      |
| 2017/18        | Excelsior       | Eredivisie     | 3          | 0          | 0     | 0     | –        | –        | 0      | 0      | 3      | 0      |
| 2018/19        | Excelsior       | Eredivisie     | 23         | 0          | 1     | 0     | –        | –        | 2      | 0      | 26     | 0      |
| 2019/20        | Excelsior       | Eerste divisie | 26         | 0          | 2     | 0     | –        | –        | 0      | 0      | 28     | 0      |
| 2020/21        | Excelsior       | Eerste divisie | 34         | 0          | 4     | 0     | –        | –        | 0      | 0      | 38     | 0      |
| Clubtotaal     | Clubtotaal      | Clubtotaal     | 97         | 0          | 9     | 0     | –        | –        | 2      | 0      | 108    | 0      |
| 2021/22        | Heracles Almelo | Eredivisie     | 0          | 0          | 0     | 0     | –        | –        | 0      | 0      | 0      | 0      |
| Clubtotaal     | Clubtotaal      | Clubtotaal     | 0          | 0          | 0     | 0     | –        | –        | 0      | 0      | 0      | 0      |
| 2021/22        | → ADO Den Haag  | Eerste divisie | 8          | 0          | 0     | 0     | –        | –        | 1      | 0      | 9      | 0      |
| Clubtotaal     | Clubtotaal      | Clubtotaal     | 8          | 0          | 0     | 0     | –        | –        | 1      | 0      | 9      | 0      |
| 2022/23        | SV Spakenburg   | Tweede divisie | 33         | 0          | 3     | 0     | –        | –        | 0      | 0      | 36     | 0      |
| 2023/24        | SV Spakenburg   | Tweede divisie | 29         | 0          | 0     | 0     | –        | –        | 0      | 0      | 29     | 0      |
| Clubtotaal     | Clubtotaal      | Clubtotaal     | 62         | 0          | 3     | 0     | –        | –        | 0      | 0      | 65     | 0      |
| Carrièretotaal | Carrièretotaal  | Carrièretotaal | 167        | 0          | 12    | 0     | –        | –        | 3      | 0      | 182    | 0      |